# Draconetta xenica
Draconetta xenica är en fiskart som beskrevs av Jordan och Fowler, 1903. Draconetta xenica ingår i släktet Draconetta och familjen Draconettidae. Inga underarter finns listade i Catalogue of Life.